# Англосрпски језик
Англосрпски или срблиш је неформални језик који настаје претјераним коришћењем енглеских ријечи код српских говорника. Ријеч срблиш је спој српске основе срб- и задњег дијела енглеске ријечи English, што је назив за енглески језик. Назив англосрпски сковали су новосадски англисти. Срблиш се користи кад људи покушавају свој језик да учине званичнијим и узвишенијим, па користе доста страних ријечи. Такође га говоре неки Срби у иностранству, који српски језик мијешају с језиком средине.
У срблишу код Срба у дијаспори постоје такве ријечи као што је чикетина, што је посрбљена енглеска ријеч chicken („пиле”), којој је додат задњи дио српске ријечи пилетина, те је тако настао спој српске и енглеске ријечи с истим значењем, који звучи као исправна српска ријеч, иако то није. Срби у дијаспори често ненамјерно користе срблиш, за разлику од људи који српски користе у свакодневној комуникацији. Ти људи срблиш користе ради стручнијег и ученијег утиска о себи, или ради забаве (пишући српски енглеским алфабетом).
У англосрпском код људи који српски користе у свакодневној комуникацији, користи се знатно више страних ријечи него што је то потребно, али не стварају се морфолошки и семантички немогући спојеви, нпр. Едукациони центар Електротехничког факултета створен је са циљем да пружи квалитетну едукацију кроз низ основних и специјализованих курсева. Уместо едукације може се употребити српска ријеч образовање, која има исто значење и смисао реченице не би се нимало промијенио, али едукација, пошто је страна ријеч, звучи „стручније“ и „званичније“.
Под срблишем неки сматрају и српски језик писан енглеским алфабетом, тако што се српска слова, ћ и ђ, на примјер, замјењују диграмима tj, ty, dj, dy, kj, ky, gj или gy, и слично. Тако би, рецимо, реченица Какво је то чудо, Кузељевићу? написана на овај начин изгледала овако: Kakwo ye to chudo, Qzelyewityu? Овај начин писања често се користи на форумима на Интернету и у SMS порукама на мобилним телефонима, ради егзотичнијег и занимљивијег изгледа текста.